# Trận Sievierodonetsk (2022)
Trận Sievierodonetsk là một cuộc xung đột quân sự đang xảy ra, thuộc khuôn khổ xung đột Nga-Ukraina 2022. Trận đánh là một phần của mũi tiến công của quân Nga vào miền bắc Ukraina. Thành phố Sievierodonetsk là trung tâm hành chính tạm thời của tỉnh Luhansk. Đến tháng 5 năm 2022, Sievierodonetsk và địa phương cận bên, thành phố Lysychansk, là hai địa phương duy nhất còn nằm dưới sự kiểm soát của quân đội Ukraina trên toàn bộ tỉnh Luhansk. Ngày 14 tháng 6 năm 2022, lực lượng Nga đã kiểm soát phần lớn thành phố và cắt đứt mọi tuyến đường thoát khỏi thành phố. Ngày 24 tháng 6 năm 2022, lực lượng quân đội Ukraina được lệnh rút khỏi thành phố. Sự kiện này có thể kết thúc chiến sự tại Sievierodonetsk, cũng như đánh dấu sự thất thủ của thành phố trước quân đội Nga và các lực lượng thân Nga.

## Bối cảnh
Sievierodonetsk và thành phố cạnh bên, Lysychansk, là nơi xảy ra hàng loạt giao tranh giữa quân ly khai thân Nga và quân đội Ukraina trong chiến tranh Donbas năm 2014. Ngay sau khi cuộc chiến tranh xâm lược của Nga vào Ukraina năm 2022 bắt đầu, ngày 28 tháng 2, lực lượng Nga tiến hành pháo kích Sievierodonetsk. Theo Serhiy Haidai, thống đốc của tỉnh Luhansk, một người đã chết và nhiều người bị thương do đạn pháo. Đường ống dẫn ga xuyên suốt thành phố cũng bị hư hại trong những đợt pháo kích. Ngày 2 tháng 3, giao tranh xảy ra tại hầu hết các làng gần Sievierodonetsk. Lực lượng Nga tiếp tục pháo kích thành phố, bao gồm một phòng tập thể dục của một trường học được sử dụng làm nơi trú bom. Không có báo cáo nào về thương vong trong vụ việc này. Vào 15:20 cùng ngày, các viên chức Ukraina tại thành phố báo cáo lực lượng Nga đã cố gắng xuyên thủng phòng tuyến của Ukraina để tiến vào trung tâm thành phố, tuy nhiên đã bị đẩy lùi.
Một tháng sau khi cuộc chiến bắt đầu, lực lượng Nga tuyên bố đã giành kiểm soát 93% tỉnh Luhansk. Chỉ Sievierodonetsk và Lysychansk còn sót lại là hai thành trì mang tính chiến lược quan trọng của Ukraina trong vùng. Kế hoạch của Nga nhằm chiếm Sievierodonetsk phụ thuộc vào thành công của các chiến dịch tại các thành phố gần đó, như Rubizhne ở phía đông và Popasna ở phía nam. Ngày 6 tháng 4, lực lượng Nga được biết là đã kiểm soát 60% thành phố Rubizhne, đạn pháo và hoả tiễn của quân Nga dội vào Sievierodonetsk một cách "thường xuyên, đều đặn". Ngày hôm sau, các lực lượng đến từ Lữ đoàn Xung kích Miền núi 128, thuộc Lục quân Ukraina, tiến hành phản công và, theo như thông báo, đã đẩy quân Nga 6-10 km khỏi thị trấn Kremmina, ngoại ô Sievierodonetsk.
Ngày 9 tháng 4, các đơn vị từ Sư đoàn Xe tăng Cận vệ 4 (Nga) được biết là đang tập kết gần Sievierodonetsk. Giữa ngày 11 và 12 tháng 4, các cuộc tiến công của Nga đều không đạt mục tiêu. Ngày 18 tháng 4, quân Nga mở đợt tấn công mới vào miền đông Ukraina, tiến hành không kích Sievierodonetsk. Đến cuối tháng 4, phần lớn dân cư tại Sievierodonetsk đã rời thành phố hoặc được sơ tán. Cũng vào những ngày cuối tháng 4, lực lượng Nga tổng tiến công trên toàn mặt trận dài 500 dặm với mục đích chiếm lấy những vùng chưa bị chiếm đóng còn lại thuộc tỉnh Kharkiv, Donetsk, và Luhansk.

## Trận đánh

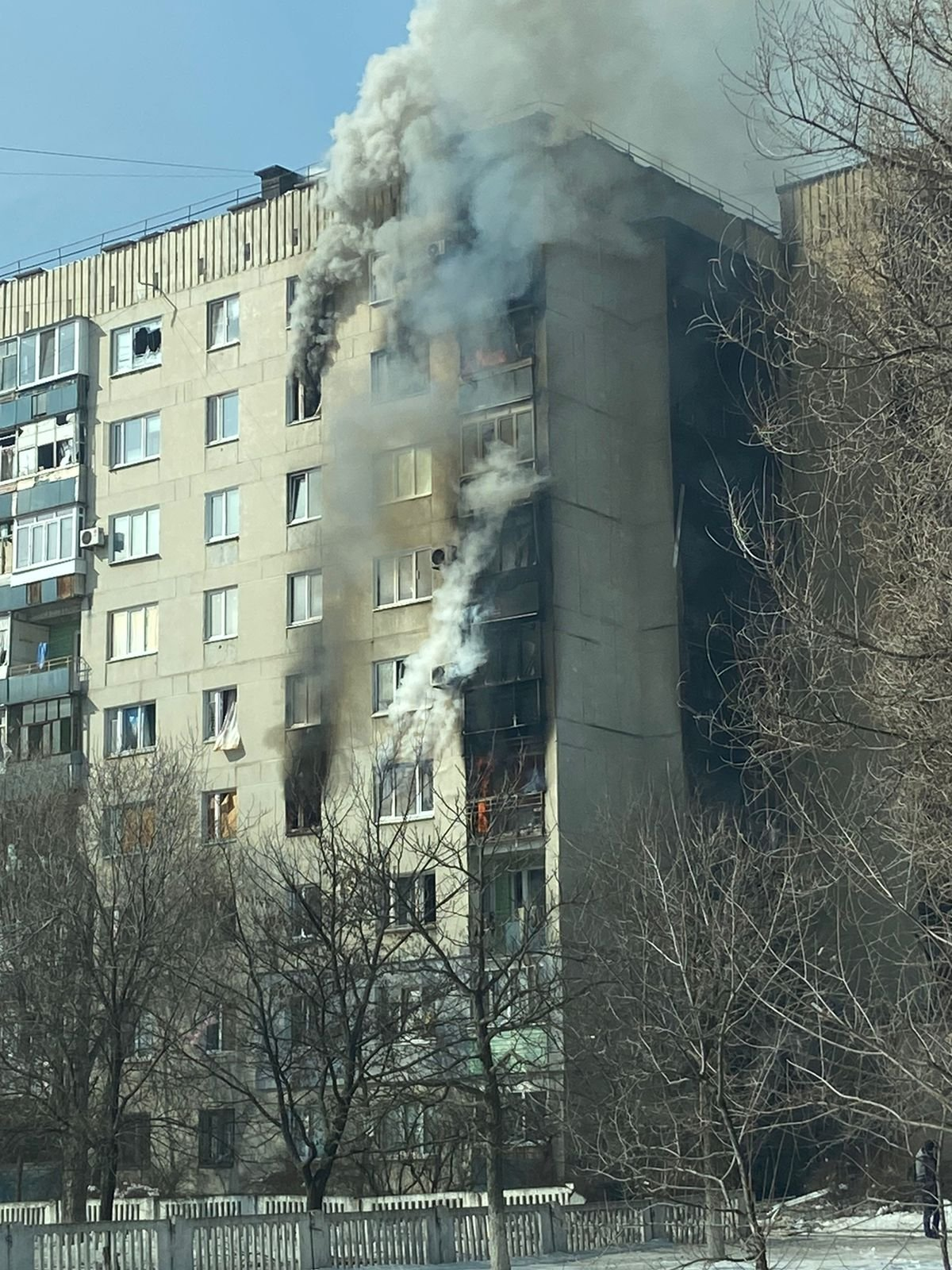
Một toà nhà bị bắn cháy bởi đạn pháo của quân Nga tại Sievierodonetsk

Ngày 6 tháng 5, lực lượng Nga và LPR giành được một số thắng lợi nhất định tại ngoại ô Sievierodonetsk, tấn công làng Voyevodivka nằm phía đông thành phố. Đồng thời, quân Nga cũng chiếm đóng làng Voronove phía đông nam. Các làng khác cũng bị tấn công với mục đích bao vây thành phố. Sau đó, thị trưởng thành phố Sievierodonetsk, Alexander Stryuk, đã thông báo rằng thành phố "về mặt chiến thuật đã bị bủa vây hoàn toàn". Trong những ngày tới, quân Nga và quân ly khai đã tấn công các địa phương Bilohorivka, Vojevodivka, và Lysychansk, mục tiêu là rào quanh Sievierodonetsk từ phía nam. Quân đội Nga cũng chiếm đóng Popasna.
Ngày 9 tháng 5, lính ly khai LPR được biết là đã giành kiểm soát Nyzhnie và bắt đầu tấn công Toshkivka, hai địa phương phía đông nam Sievierodonetsk. Giao tranh ác liệt tiếp tục xảy ra tại Rubizhne, Vojevodivka, và Bilohorivka khi quân Nga tiếp tục cố gắng bao quanh Sievierodonetsk từ phía tây. Ngày hôm sau, quân đội Nga tiếp tục mở một loạt cuộc tấn công vào thành phố và các vùng lân cận — quân đội Ukraina phá huỷ một cầu phao của Nga bắc ngang sông Siverskyi Donets, lân cận Bilohorivka trong khi đang cố gắng phá vỡ mũi tiến công của quân Nga. Một tiểu đoàn của Nga gần như bị tiêu diệt hoàn toàn tại trận đánh này. Theo cảnh sát trưởng khu vực thân Ukraina, Oleh Hryhorov, thành phố Sievierodonetsk và thành phố cạnh bên Lysychansk dường như đã bị bao vây hoàn toàn, vì pháo binh Nga có thể tự do đánh vào những đoạn đường cuối cùng tiến vào thành phố. Điện và nước bị ngắt quãng bên trong thành phố, làm cho hàng chục nghìn người dân rơi vào cảnh thiếu nhu yếu phẩm. Ngày 12 tháng 5, quân Nga và quân ly khai LPR đã đánh bại quân Ukraina trong trận Rubizhne và giành quyền kiểm soát hoàn toàn thành phố, xúc tiến nỗ lực bao vây Sievierodonetsk.
Quân Nga sau đó hầu hết dừng những đợt tiến công bằng bộ binh vào Sievierodonetsk và Lysychansk, chủ yếu dựa vào pháo binh và pháo kích để đánh vào thành phố. Lực lượng thân Nga tập trung vào việc lập và giữ vững vòng vây hãm bao quanh hai thành phố. Để làm điều này, quân Nga tấn công vào tiền tuyến phía bắc xung quanh Izium và tại phía nam xung quanh Bakhmut. Các cuộc tấn công tại phía bắc không đạt kết quả gì đáng chú ý, nhưng tại phía nam, quân Nga giành được một số thắng lợi nhỏ qua nhiều ngày đấu tranh ác liệt. Giao tranh chủ yếu tập trung tại một số làng, bao gồm  Toshkiva, Pylpchatyne, Hirske, và Zolote. Ngày 24 tháng 5, các địa phương Borivske, Kreminna, Novotoshkivske, Nyzhnie, Orikhove, Popasna, Rubizhne, Toshkivka, Troitske, Voronove, Voyevodivka và Zolote tại quận Sievierodonetsk đã nằm dưới quyền kiểm soát của quân Nga.
Ngày 27 tháng 5, quân Nga bắt đầu tiến công trực diện bằng bộ binh nhằm vào Sievierodonetsk mặc dù chưa hoàn toàn bao vay thành phố. Quân Chechen Kadyrovites chiếm được một khách sạn tại phía đông thành phố. Trong khi đó, các đơn vị của quân Nga và quân ly khai tiếp tục cố gắng 'bỏ túi' các vùng đô thị, đánh từ phía đông gần Rubizhne và tây nam ở Ustynka và Borisvke. Xa hơn về phía tây, quân Nga cố gắng tiến công từng bước một tại một số vùng như Lyman và Siversk để cắt đứt đường tiếp tế của quân Ukraina đến Sievierodonetsk-Lysychansk.

## Tấn công nhằm vào dân thường
Nhiều cuộc tấn công vào hạ tầng dân sự đã xảy ra tại Sievierodonetsk. Ngày 17 tháng 5 năm 2022, thống đốc tỉnh Luhansk, Serhiy Haidai, thông báo rằng quân Nga đã tấn công một hầm trú ẩn dành cho các bà mẹ và con nhỏ, tuyên bố rằng "không còn nơi nào an toàn nữa tại Sievierodonetsk". Ngày 22 tháng 3 năm 2022, Haidai một lần nữa thông báo rằng quân Nga đã pháo kích một bệnh viện nhi. Nóc của bệnh viện bị bắn cháy, nhưng không ai bị thương. Các nhà thờ địa phương bị hư hại. Ngày 7 tháng 4 năm 2022, lực lượng Nga được biết là đã bắn trúng một trung tâm nhân đạo và bắn cháy một toà nhà cao 10 tầng trong thành phố. Trong khoảng từ ngày 16 và 19 tháng 5 năm 2022, 22 dân thường đã chết và 40 người bị thương chỉ tính riêng tại Sievierodonetsk. Tại Lysychansk, đã có 150 dân thường đã chết trong thành phố do đạn pháo của quân Nga. Theo tin báo, họ đã được chôn tập thể vào ngày 25 tháng 5 năm 2022. Ngày 27 tháng 5, thị trưởng vùng Sievierodonetsk thông báo đã có 1,500 dân thường tại đây đã chết từ lúc Nga bắt đầu xâm lược ngày 24 tháng 2, 2022.